# Aticisme

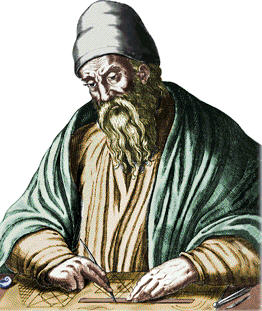
Euclides d'Alexandria, filòsof i matemàtic grec.

L'aticisme fou un moviment literari retòric que buscava imitar l'estil de la prosa àtica. Va començar a principis del segle i aC com a reacció a l'asianisme, autors del qual acostumaven a introduir el grec àtic –dialecte de major prestigi, parlat a Àtica— paraules del grec jònic, parlat a l'Àsia Menor, regió d'on eren originaris, raó per la qual van ser anomenats "asiàtics" pels aticistes.
Es va difondre per tot el món hel·lènic, establint connexions culturals a través del Mediterrani i més, motiu pel qual va sobreviure almenys fins al segle xvi.
Segons Massaud Moisés, el terme designa l'estil precís, simple, impecable, elegant, polit, exempt d'ornaments innecessaris i d'excés de paraules, en què la lucidesa del pensament es revesteix d'una forma cristal·lina i succinta. Es va convertir en el model de llenguatge polític i literari del període d'expansió de Grècia, en part per reacció a l'estil inflat que es va posar de moda, a conseqüència del contacte amb els idiomes orientals. Amb la decadència del poble hel·lènic al segle ii aC, els escriptors d'Atenes (la capital de l'Àtica) dels segles v i iv aC van passar a ser vists, nostàlgicament, com els mestres de la sobrietat lingüística, digna de preservació i de culte. L'aticisme es va transferir cap a Roma i va arribar al cim al segle ii de l'era cristiana. Va ser cultivat per escriptors com Llucià, per retòrics de relleu com Dionís d'Halicarnàs, i per gramàtics com Eli Herodià i Frínic l'Aticista (segle ii). Aquest últim va ser autor d'una selecció de substantius i verbs àtics (Ἐκλογή Ἀττικῶν ῥημάτων καὶ ὀνομάτων), en la qual va registrar les variacions de l'àtic estàndard. La historiadora romana d'orient Anna Comnena va escriure la seva obra en aquest estil.
Es va anomenar també "aticisme" a un estil de pintura que va sorgir a França, entre els anys 1647 i 1660, que es va constituir com a corrent artístic dins del classicisme francès.